# Trigger Cars

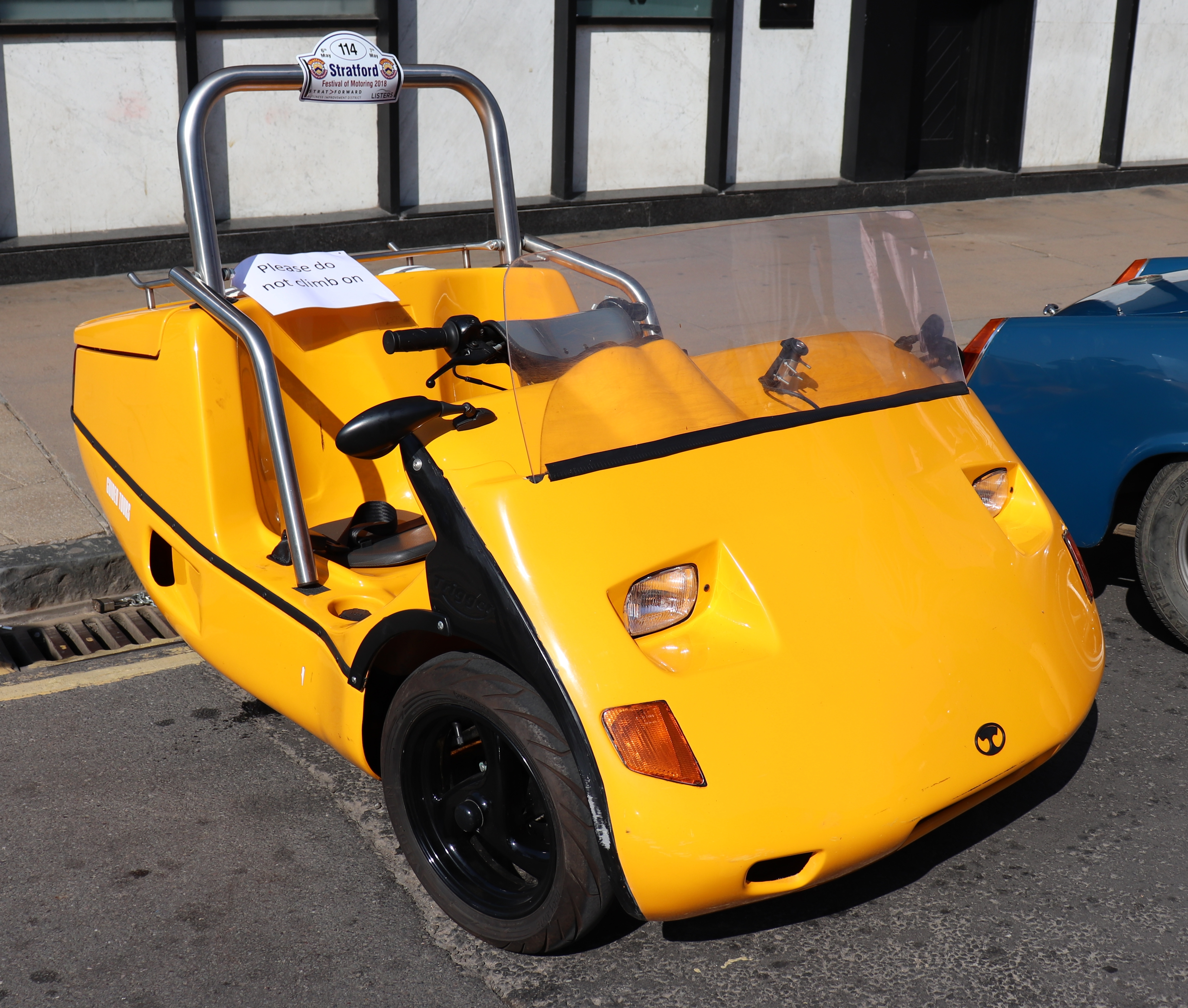
Trigger

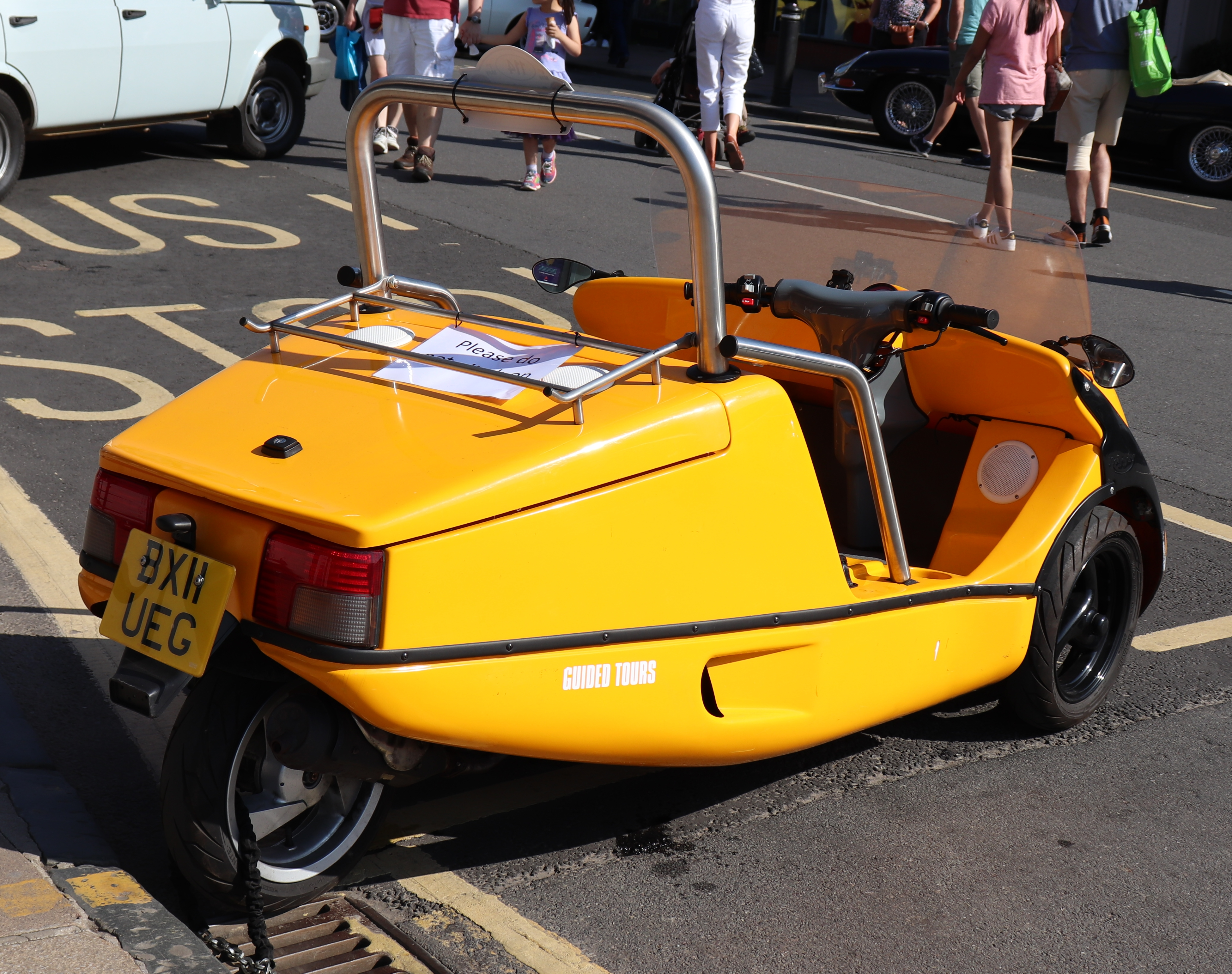
Heckansicht

Trigger Cars B.V., zuvor Trigger Technics B.V., ist ein niederländischer Hersteller von Automobilen.

## Unternehmensgeschichte
Jeroen Boekhoorn stellte 1987 sein erstes Fahrzeug her. 1999 gründete er Trigger Technics B.V. und begann mit der Serienproduktion von Kleinstwagen. Durch die Übernahme durch Fox Group aus Dedemsvaart im Jahre 2006 änderte sich der Unternehmensname in Trigger Cars B.V.

## Automobile

### Big Trigger
Dies war ein Dreirad, bei dem sich ein Rad hinten befand. Für den Antrieb sorgte ein Motorradmotor von Yamaha. Die bauartbedingte Höchstgeschwindigkeit war mit 210 bis 220 km/h angegeben. Das Fahrzeug von 1987 blieb ein Einzelstück.

### Trigger Scooter Car und Trigger 50
Dies sind ebenfalls Dreiräder mit einem einzelnen Hinterrad. Ein Einzylinder-Zweitaktmotor mit 49 cm³ Hubraum treibt die Fahrzeuge an. Bei einem Radstand beträgt die Fahrzeuglänge 238 cm, die Fahrzeugbreite 130 cm und die Fahrzeughöhe 124 cm.